# Sujumbike
Sujumbike (nogajsko Суьйимбийке, tatarsko Сөембикә, rusko Сююмбике) je bila tatarska vladarica (tatarsko xanbikä), * okoli 1516, Nogajska horda, † 1557, Kasimov, Kasimski kanat.
Kot regentinja svojega sina Utamiša Geraja je vladala od leta 1549 do 1551.

## Življenje
Sujumbike, rojena kot Sjujum, je bila hčerka nogajskega plemiča Jusuf Bega in žena kazanskih kanov Džangalija (1533-1535) in Šahgalija (1553-1557). Leta 1549 je postala regentinja za mladoletnega sina, kazanskega kana Utamiša Geraja.
Leta 1551 je ruski car Ivan Grozni prvič osvojil del Kazanskega kanata in Sujumbike in Utamiša Geraja na silo odpeljal v Moskvo. Kasneje so jo poročili s Šahgalijem, ruskim marionetnim kanom Kasimskega in Kazanskega kanata.

## Legenda o njenem samomoru
Sujumbike je tatarstanska narodna junakinja. Njeno ime je povezano predvsem s Sujumbikinim stolpom. Ko se je z njo nameraval poročiti Ivan Grozni, je poroko pogojevala z zgraditvijo stolpa s sedmimi nadstropji za sedem dni v tednu. Ivan je stolp zgradil v enem tednu. Ko se je Sujumbike povzpela na vrh stolpa in zagledala vso lepoto Kazana, je bila tako prevzeta, da je odmislila poroko s carjem in skočila s stolpa.   

## Vir
- Сөембикә. Tatar Encyclopaedia. Kazan: The Republic of Tatarstan Academy of Sciences. Institution of the Tatar Encyclopaedia. 2002 (v tatarščini).

1. ↑  Сөембикә. Tatar Encyclopaedia. Kazan: The Republic of Tatarstan Academy of Sciences. Institution of the Tatar Encyclopaedia. 2002 (v tatarščini).